# Großer Preis von San Marino 1998
Der Große Preis von San Marino 1998 (offiziell XVIII Gran Premio di San Marino) fand am 26. April auf dem Autodromo Enzo e Dino Ferrari in Imola statt und war das vierte Rennen der Formel-1-Weltmeisterschaft 1998.

## Bericht

### Hintergrund
Nach dem Großen Preis von Argentinien führte Mika Häkkinen in der Fahrerwertung mit zwölf Punkten vor Michael Schumacher und mit 13 Punkten vor David Coulthard. In der Konstrukteurswertung führte McLaren-Mercedes mit 18 Punkten vor Ferrari und mit 31 Punkten vor Williams-Mecachrome.
Häkkinen bestritt seinen 100. Grand Prix.
Ferrari adaptierte die „X-Wings“ von Tyrrell und benutzte es nur bei diesem Rennen, da am Tag nach dem Rennen diese Flügel als illegal deklariert wurden.
Mit Damon Hill (zweimal), Michael Schumacher und Heinz-Harald Frentzen (jeweils einmal) traten drei ehemalige Sieger zu diesem Grand Prix an.

### Training

#### Freitagstraining
Häkkinen holte sich in der ersten Session des Rennwochenendes die Bestzeit mit 1:27,617 Minuten vor seinem Teamkollegen Coulthard. Dahinter folgten Michael Schumacher, Jacques Villeneuve und Ralf Schumacher. Alle Fahrer waren innerhalb von fünf Sekunden platziert.

#### Samstagstraining
Diesmal war Coulthard der Schnellere der beiden McLaren, Häkkinen musste sich um beinahe eine Sekunde geschlagen geben. Bis auf Jarno Trulli, der einen Rückstand von rund 18 Sekunden hatte, waren alle Fahrer innerhalb von sieben Sekunden platziert.

### Qualifying
Bei diesem Wochenende kamen die spezielle Aerodynamik und die Bridgestone-Reifen den McLaren zugute: Coulthard holte sich die Pole-Position vor seinem Teamkollegen Häkkinen, dahinter folgten Michael Schumacher, Eddie Irvine und Alexander Wurz. Alle Fahrer waren innerhalb von fünfeinhalb Sekunden platziert.

### Warm-Up
Coulthard war mit 1:28,085 Minuten der Schnellste, rund eineinhalb Sekunden vor Mika Salo im Arrows. Alle Fahrer waren innerhalb von sechs Sekunden platziert.

### Rennen
Das Rennen war relativ unspektakulär, beim Start kollidierte Jan Magnussen mit Rubens Barrichello. Der Däne holte sich in der Box einen neuen Frontflügel, während Barrichello sich drehte und heckflügellos aufgeben musste. Nur acht Runden später musste auch Magnussen aufgeben. Aufgrund des Unfalls kamen die ersten Gerüchte über Magnussens geplante Entlassung auf. Wurz konnte seinen guten fünften Startplatz nicht verteidigen, da er schlecht gestartet war. Der Grund lag jedoch nicht an einem Fahrfehler, sondern an Getriebeproblemen, welche ihn 19 Runden später zum Aufgeben zwangen. Ebenfalls mit Getriebeproblemen musste Häkkinen in Runde 17 aufgeben, als er zu einem Boxenstopp ansetzen wollte. In derselben Runde erlitt Giancarlo Fisichella einen schweren Unfall, kam aber ohne gröbere Verletzungen davon.
Gegen Ende des Rennens bekam Coulthard, der zu diesem Zeitpunkt Führende des Rennens, Probleme mit der Öltemperatur. Dies zwang ihn, die letzten drei Runden langsamer als gewöhnlich zu fahren, was aber seinem Sieg nicht verhinderte. Mit Esteban Tuero als Achtem konnte Minardi einen sensationelles Top-Ten-Ergebnis einfahren. Angemerkt sollte jedoch werden, dass nur neun Fahrer das Ziel erreichten, beziehungsweise nur elf Fahrer gewertet wurden.
Coulthard gewann schlussendlich vor den beiden Ferrari von Michael Schumacher und Irvine. Villeneuve, Frentzen und Jean Alesi komplettierten die Punkteränge.
Michael Schumacher sicherte sich mit 1:29,345 Minuten die schnellste Runde.
In der Fahrerwertung blieb Häkkinen trotz des Ausfalles vorne. Coulthard zog an Michael Schumacher vorbei und war nun wieder Zweiter. In der Konstrukteurswertung blieben die ersten drei Positionen unverändert.

## Meldeliste
| Team                         | Nr. | Fahrer                | Chassis        | Motor                   | Reifen |
| ---------------------------- | --- | --------------------- | -------------- | ----------------------- | ------ |
| Winfield Williams            | 01  | Jacques Villeneuve    | Williams FW20  | Mecachrome 3.0 V10      | G      |
| Winfield Williams            | 02  | Heinz-Harald Frentzen | Williams FW20  | Mecachrome 3.0 V10      | G      |
| Scuderia Ferrari Marlboro    | 03  | Michael Schumacher    | Ferrari F300   | Ferrari 3.0 V10         | G      |
| Scuderia Ferrari Marlboro    | 04  | Eddie Irvine          | Ferrari F300   | Ferrari 3.0 V10         | G      |
| Mild Seven Benetton Playlife | 05  | Giancarlo Fisichella  | Benetton B198  | Playlife 3.0 V10        | B      |
| Mild Seven Benetton Playlife | 06  | Alexander Wurz        | Benetton B198  | Playlife 3.0 V10        | B      |
| West McLaren Mercedes        | 07  | David Coulthard       | McLaren MP4/13 | Mercedes-Benz 3.0 V10   | B      |
| West McLaren Mercedes        | 08  | Mika Häkkinen         | McLaren MP4/13 | Mercedes-Benz 3.0 V10   | B      |
| Benson & Hedges Jordan       | 09  | Damon Hill            | Jordan 197     | Mugen-Honda 3.0 V10     | G      |
| Benson & Hedges Jordan       | 10  | Ralf Schumacher       | Jordan 197     | Mugen-Honda 3.0 V10     | G      |
| Gauloises Prost Peugeot      | 11  | Olivier Panis         | Prost AP01     | Peugeot 3.0 V10         | B      |
| Gauloises Prost Peugeot      | 12  | Jarno Trulli          | Prost AP01     | Peugeot 3.0 V10         | B      |
| Red Bull Sauber Petronas     | 14  | Jean Alesi            | Sauber C17     | Petronas 3.0 V10        | G      |
| Red Bull Sauber Petronas     | 15  | Johnny Herbert        | Sauber C17     | Petronas 3.0 V10        | G      |
| Danka Zepter Arrows          | 16  | Pedro Diniz           | Arrows A19     | Arrows 3.0 V10          | B      |
| Danka Zepter Arrows          | 17  | Mika Salo             | Arrows A19     | Arrows 3.0 V10          | B      |
| Stewart Ford                 | 18  | Rubens Barrichello    | Stewart SF2    | Ford Zetec-R 3.0 V10    | B      |
| Stewart Ford                 | 19  | Jan Magnussen         | Stewart SF2    | Ford Zetec-R 3.0 V10    | B      |
| Tyrrell                      | 20  | Ricardo Rosset        | Tyrrell 026    | Ford Zetec-R/97 3.0 V10 | G      |
| Tyrrell                      | 21  | Toranosuke Takagi     | Tyrrell 026    | Ford Zetec-R/97 3.0 V10 | G      |
| Fondmetal Minardi Team       | 22  | Shinji Nakano         | Minardi M198   | Ford Zetec-R/97 3.0 V10 | B      |
| Fondmetal Minardi Team       | 23  | Esteban Tuero         | Minardi M198   | Ford Zetec-R/97 3.0 V10 | B      |

## Klassifikation

### Qualifying
| Pos.                                                                       | Fahrer                | Konstrukteur        | Zeit     | Start |
| -------------------------------------------------------------------------- | --------------------- | ------------------- | -------- | ----- |
| 01                                                                         | David Coulthard       | McLaren-Mercedes    | 1:25,627 | 01    |
| 02                                                                         | Mika Häkkinen         | McLaren-Mercedes    | 1:26,075 | 02    |
| 03                                                                         | Michael Schumacher    | Ferrari             | 1:26,437 | 03    |
| 04                                                                         | Eddie Irvine          | Ferrari             | 1:26,705 | 04    |
| 05                                                                         | Alexander Wurz        | Benetton-Playlife   | 1:27,273 | 05    |
| 06                                                                         | Jacques Villeneuve    | Williams-Mecachrome | 1:27,390 | 06    |
| 07                                                                         | Damon Hill            | Jordan-Mugen-Honda  | 1:27,592 | 07    |
| 08                                                                         | Heinz-Harald Frentzen | Williams-Mecachrome | 1:27,645 | 08    |
| 09                                                                         | Ralf Schumacher       | Jordan-Mugen-Honda  | 1:27,866 | 09    |
| 10                                                                         | Giancarlo Fisichella  | Benetton-Playlife   | 1:27,937 | 10    |
| 11                                                                         | Johnny Herbert        | Sauber-Petronas     | 1:28,111 | 11    |
| 12                                                                         | Jean Alesi            | Sauber-Petronas     | 1:28,191 | 12    |
| 13                                                                         | Olivier Panis         | Prost-Peugeot       | 1:28,270 | 13    |
| 14                                                                         | Mika Salo             | Arrows              | 1:28,798 | 14    |
| 15                                                                         | Toranosuke Takagi     | Tyrrell-Ford        | 1:29,073 | 15    |
| 16                                                                         | Jarno Trulli          | Prost-Peugeot       | 1:29,584 | 16    |
| 17                                                                         | Rubens Barrichello    | Stewart-Ford        | 1:29,641 | 17    |
| 18                                                                         | Pedro Diniz           | Arrows              | 1:29,932 | 18    |
| 19                                                                         | Esteban Tuero         | Minardi-Ford        | 1:30,649 | 19    |
| 20                                                                         | Jan Magnussen         | Stewart-Ford        | 1:31,017 | 20    |
| 21                                                                         | Shinji Nakano         | Minardi-Ford        | 1:31,255 | 21    |
| 22                                                                         | Ricardo Rosset        | Tyrrell-Ford        | 1:31,482 | 22    |
| 107-Prozent-Zeit: 1:31,621 min (bezogen auf die Bestzeit von 1:25,627 min) |                       |                     |          |       |

### Rennen
| Pos. | Fahrer                | Konstrukteur        | Runden | Stopps | Zeit        | Start | Schnellste Runde |
| ---- | --------------------- | ------------------- | ------ | ------ | ----------- | ----- | ---------------- |
| 01   | David Coulthard       | McLaren-Mercedes    | 62     | 2      | 1:34:24,593 | 01    | 1:29,497 (21.)   |
| 02   | Michael Schumacher    | Ferrari             | 62     | 2      | + 4,554     | 03    | 1:29,345 (46.)   |
| 03   | Eddie Irvine          | Ferrari             | 62     | 2      | + 51,775    | 04    | 1:30,206 (58.)   |
| 04   | Jacques Villeneuve    | Williams-Mecachrome | 62     | 2      | + 54,590    | 06    | 1:29,726 (55.)   |
| 05   | Heinz-Harald Frentzen | Williams-Mecachrome | 62     | 2      | + 1:17,476  | 08    | 1:30,283 (39.)   |
| 06   | Jean Alesi            | Sauber-Petronas     | 61     | 2      | + 1 Runde   | 12    | 1:30,391 (23.)   |
| 07   | Ralf Schumacher       | Jordan-Mugen-Honda  | 60     | 2      | + 2 Runden  | 09    | 1:31,837 (20.)   |
| 08   | Esteban Tuero         | Minardi-Ford        | 60     | 2      | + 2 Runden  | 19    | 1:33,443 (53.)   |
| 09   | Mika Salo             | Arrows              | 60     | 3      | + 2 Runden  | 14    | 1:31,267 (19.)   |
| 10   | Damon Hill            | Jordan-Mugen-Honda  | 57     | 3      | DNF         | 07    | 1:30,859 (53.)   |
| 11   | Olivier Panis         | Prost-Peugeot       | 56     | 2      | DNF         | 13    | 1:30,481 (53.)   |
| 12   | Ricardo Rosset        | Tyrrell-Ford        | 48     | 2      | DNF         | 22    | 1:34,491 (09.)   |
| –    | Toranosuke Takagi     | Tyrrell-Ford        | 40     | 1      | DNF         | 15    | 1:32,430 (21.)   |
| –    | Jarno Trulli          | Prost-Peugeot       | 34     | 1      | DNF         | 16    | 1:32,361 (09.)   |
| –    | Shinji Nakano         | Minardi-Ford        | 27     | 1      | DNF         | 21    | 1:33,889 (21.)   |
| –    | Pedro Diniz           | Arrows              | 18     | 0      | DNF         | 18    | 1:32,988 (11.)   |
| –    | Mika Häkkinen         | McLaren-Mercedes    | 17     | 0      | DNF         | 02    | 1:30,115 (15.)   |
| –    | Giancarlo Fisichella  | Benetton-Playlife   | 17     | 0      | DNF         | 10    | 1:31,969 (15.)   |
| –    | Alexander Wurz        | Benetton-Playlife   | 17     | 1      | DNF         | 05    | 1:31,562 (14.)   |
| –    | Johnny Herbert        | Stewart-Ford        | 12     | 0      | DNF         | 11    | 1:32,215 (09.)   |
| –    | Jan Magnussen         | Stewart-Ford        | 8      | 1      | DNF         | 20    | 1:35,069 (05.)   |
| –    | Rubens Barrichello    | Stewart-Ford        | 0      | 0      | DNF         | 17    | –                |

## WM-Stände nach dem Rennen
Die ersten sechs des Rennens bekamen 10, 6, 4, 3, 2 bzw. 1 Punkt(e).

### Fahrerwertung
| Pos. | Fahrer                | Konstrukteur        | Punkte |
| ---- | --------------------- | ------------------- | ------ |
| 01   | Mika Häkkinen         | McLaren-Mercedes    | 26     |
| 02   | David Coulthard       | McLaren-Mercedes    | 23     |
| 03   | Michael Schumacher    | Ferrari             | 20     |
| 04   | Eddie Irvine          | Ferrari             | 11     |
| 05   | Heinz-Harald Frentzen | Williams-Mecachrome | 8      |
| 06   | Alexander Wurz        | Benetton-Playlife   | 6      |
| 07   | Jacques Villeneuve    | Williams-Renault    | 5      |
| 08   | Jean Alesi            | Sauber-Petronas     | 2      |
| 09   | Johnny Herbert        | Sauber-Petronas     | 1      |
| 10   | Giancarlo Fisichella  | Benetton-Playlife   | 1      |
| 11   | Ralf Schumacher       | Jordan-Mugen-Honda  | 0      |

| Pos. | Fahrer             | Konstrukteur       | Punkte |
| ---- | ------------------ | ------------------ | ------ |
| 12   | Damon Hill         | Jordan-Mugen-Honda | 0      |
| 13   | Esteban Tuero      | Minardi-Ford       | 0      |
| 14   | Olivier Panis      | Prost-Peugeot      | 0      |
| 15   | Mika Salo          | Arrows             | 0      |
| 16   | Jan Magnussen      | Stewart-Ford       | 0      |
| 17   | Rubens Barrichello | Stewart-Ford       | 0      |
| 18   | Jarno Trulli       | Prost-Peugeot      | 0      |
| 19   | Toranosuke Takagi  | Tyrrell-Ford       | 0      |
| 20   | Shinji Nakano      | Minardi-Ford       | 0      |
| 21   | Ricardo Rosset     | Tyrrell-Ford       | 0      |
| –    | Pedro Diniz        | Arrows             | 0      |

### Konstrukteurswertung
| Pos. | Konstrukteur        | Punkte |
| ---- | ------------------- | ------ |
| 01   | McLaren-Mercedes    | 49     |
| 02   | Ferrari             | 31     |
| 03   | Williams-Mecachrome | 13     |
| 04   | Benetton-Playlife   | 7      |
| 05   | Sauber-Petronas     | 4      |
| 06   | Jordan-Mugen-Honda  | 0      |

| Pos. | Konstrukteur  | Punkte |
| ---- | ------------- | ------ |
| 07   | Minardi-Ford  | 0      |
| 08   | Prost-Peugeot | 0      |
| 09   | Arrows        | 0      |
| 10   | Stewart-Ford  | 0      |
| 11   | Tyrrell-Ford  | 0      |